# Mistrzostwa Świata w Narciarstwie Alpejskim 1962
17. Mistrzostwa Świata w Narciarstwie Alpejskim odbywały się od 10 do 18 lutego 1962 w Chamonix. Alpejczycy rywalizowali w tej francuskiej miejscowości po raz drugi, poprzednio rozegrano tu 8. Mistrzostwa Świata w Narciarstwie Alpejskim. W klasyfikacji medalowej zwyciężyła reprezentacja Austrii, która zdobyła też najwięcej medali (15, w tym 6 złotych, 4 srebrne i 5 brązowych).

## Wyniki

### Mężczyźni
| Konkurencja             | Data      | Złoto           | Wynik   | Srebro          | Wynik   | Brąz            | Wynik   |
| Slalom szczegóły        | 12 lutego | Charles Bozon   | 2:21,67 | Guy Périllat    | 2:23,07 | Gerhard Nenning | 2:24,20 |
| Slalom gigant szczegóły | 15 lutego | Egon Zimmermann | 1:38,97 | Karl Schranz    | 1:39,12 | Martin Burger   | 1:39,42 |
| Zjazd szczegóły         | 18 lutego | Karl Schranz    | 2:24,33 | Émile Viollat   | 2:24,82 | Egon Zimmermann | 2:25,13 |
| Kombinacja szczegóły    | 18 lutego | Karl Schranz    | 11,04   | Gerhard Nenning | 33,21   | Ludwig Leitner  | 64,70   |

### Kobiety
| Konkurencja             | Data      | Złoto              | Wynik   | Srebro             | Wynik   | Brąz            | Wynik   |
| Slalom gigant szczegóły | 11 lutego | Marianne Jahn      | 1:41,53 | Erika Netzer       | 1:41,60 | Joan Hannah     | 1:41,72 |
| Slalom szczegóły        | 14 lutego | Marianne Jahn      | 1:34,84 | Marielle Goitschel | 1:36,30 | Erika Netzer    | 1:38,12 |
| Zjazd szczegóły         | 18 lutego | Christl Haas       | 2:09,08 | Pia Riva           | 2:12,31 | Barbara Ferries | 2:13,76 |
| Kombinacja szczegóły    | 18 lutego | Marielle Goitschel | 41,13   | Marianne Jahn      | 44,78   | Erika Netzer    | 48,33   |

## Tabela medalowa
| Lp. | Państwo           | złoto | srebro | brąz | razem |
| --- | ----------------- | ----- | ------ | ---- | ----- |
| 1   | Austria           | 6     | 4      | 5    | 15    |
| 2   | Francja           | 2     | 3      | -    | 5     |
| 3   | Włochy            | -     | 1      | -    | 1     |
| 4   | Stany Zjednoczone | -     | -      | 2    | 2     |
| 5   | RFN               | -     | -      | 1    | 1     |